# 17.ª etapa do Tour de France de 2022
A 17.ª etapa do Tour de France de 2022 teve lugar a 20 de julho de 2022 entre Saint-Gaudens e Peyragudes sobre um percurso de 129,7 km. O vencedor foi o esloveno Tadej Pogačar do UAE Emirates, quem não pôde arrebatar a liderança ao dinamarquês Jonas Vingegaard.

## Classificação da etapa
| Saint-Gaudens - Peyragudes | alta montanha | (129,7 km) |

| \| Classificação por etapas \| Classificação por etapas \| Classificação por etapas \| Classificação por etapas \| Classificação por etapas \| \| Ciclista \| Ciclista \| Equipe \| Tempo \| \| \| ------------------------ \| ------------------------ \| ---------------------------------- \| ------------------------ \| ------------------------ \| \| 1. \| Tadej Pogačar \| UAE Team Emirates \| 3h25m51s \| \| \| 2. \| Jonas Vingegaard \| Jumbo-Visma \| + 0s \| \| \| 3. \| Brandon McNulty \| UAE Team Emirates \| + 32s \| \| \| 4. \| Geraint Thomas \| Ineos Grenadiers \| + 2m07s \| \| \| 5. \| Alexey Lutsenko \| Astana Qazaqstan Team \| + 2m34s \| \| \| 6. \| Romain Bardet \| Team DSM \| + 2m38s \| \| \| 7. \| David Gaudu \| Groupama-FDJ \| + 3m27s \| \| \| 8. \| Aleksandr Vlasov \| Bora-Hansgrohe \| + 3m32s \| \| \| 9. \| Louis Meintjes \| Intermarché-Wanty-Gobert Matériaux \| + 3m32s \| \| \| 10. \| Nairo Quintana \| Arkéa-Samsic \| + 3m32s \| \| |                  |                                    |          |
| |                  |                                    |          |
| Fonte: ProCyclingStats |                  |                                    |          |
| Classificação por etapas |                  |                                    |          |
| Ciclista | Ciclista         | Equipe                             | Tempo    |
| 1. | Tadej Pogačar    | UAE Team Emirates                  | 3h25m51s |
| 2. | Jonas Vingegaard | Jumbo-Visma                        | + 0s     |
| 3. | Brandon McNulty  | UAE Team Emirates                  | + 32s    |
| 4. | Geraint Thomas   | Ineos Grenadiers                   | + 2m07s  |
| 5. | Alexey Lutsenko  | Astana Qazaqstan Team              | + 2m34s  |
| 6. | Romain Bardet    | Team DSM                           | + 2m38s  |
| 7. | David Gaudu      | Groupama-FDJ                       | + 3m27s  |
| 8. | Aleksandr Vlasov | Bora-Hansgrohe                     | + 3m32s  |
| 9. | Louis Meintjes   | Intermarché-Wanty-Gobert Matériaux | + 3m32s  |
| 10. | Nairo Quintana   | Arkéa-Samsic                       | + 3m32s  |

## Classificações ao final da etapa

### Classificação geral(Maillot Jaune)
| \| Classificação geral \| Classificação geral \| Classificação geral \| Classificação geral \| Classificação geral \| \| Ciclista \| Ciclista \| Equipe \| Tempo \| \| \| ------------------- \| ------------------- \| ---------------------------------- \| ------------------- \| ------------------- \| \| 1. \| Jonas Vingegaard \| Jumbo-Visma \| 67h53m54s \| \| \| 2. \| Tadej Pogačar \| UAE Team Emirates \| + 2m18s \| \| \| 3. \| Geraint Thomas \| Ineos Grenadiers \| + 4m56s \| \| \| 4. \| Nairo Quintana \| Arkéa-Samsic \| + 7m53s \| \| \| 5. \| David Gaudu \| Groupama-FDJ \| + 7m57s \| \| \| 6. \| Romain Bardet \| Team DSM \| + 9m21s \| \| \| 7. \| Louis Meintjes \| Intermarché-Wanty-Gobert Matériaux \| + 9m24s \| \| \| 8. \| Aleksandr Vlasov \| Bora-Hansgrohe \| + 9m56s \| \| \| 9. \| Adam Yates \| Ineos Grenadiers \| + 14m33s \| \| \| 10. \| Enric Mas \| Movistar Team \| + 16m35s \| \| |                  |                                    |           |
| |                  |                                    |           |
| Fonte: ProCyclingStats |                  |                                    |           |
| Classificação geral |                  |                                    |           |
| Ciclista | Ciclista         | Equipe                             | Tempo     |
| 1. | Jonas Vingegaard | Jumbo-Visma                        | 67h53m54s |
| 2. | Tadej Pogačar    | UAE Team Emirates                  | + 2m18s   |
| 3. | Geraint Thomas   | Ineos Grenadiers                   | + 4m56s   |
| 4. | Nairo Quintana   | Arkéa-Samsic                       | + 7m53s   |
| 5. | David Gaudu      | Groupama-FDJ                       | + 7m57s   |
| 6. | Romain Bardet    | Team DSM                           | + 9m21s   |
| 7. | Louis Meintjes   | Intermarché-Wanty-Gobert Matériaux | + 9m24s   |
| 8. | Aleksandr Vlasov | Bora-Hansgrohe                     | + 9m56s   |
| 9. | Adam Yates       | Ineos Grenadiers                   | + 14m33s  |
| 10. | Enric Mas        | Movistar Team                      | + 16m35s  |

### Classificação por pontos(Maillot Vert)
| Classificação por pontos | Classificação por pontos | Classificação por pontos | Classificação por pontos | Classificação por pontos |
| Ciclista                 | Ciclista                 | Equipe                   | Pontos                   |                          |
| ------------------------ | ------------------------ | ------------------------ | ------------------------ | ------------------------ |
| 1.                       | Wout van Aert            | Jumbo-Visma              | 416 pts                  |                          |
| 2.                       | Tadej Pogačar            | UAE Team Emirates        | 202 pts                  |                          |
| 3.                       | Jasper Philipsen         | Alpecin-Deceuninck       | 196 pts                  |                          |
| 4.                       | Mads Pedersen            | Trek-Segafredo           | 158 pts                  |                          |
| 5.                       | Fabio Jakobsen           | Quick-Step Alpha Vinyl   | 155 pts                  |                          |
| 6.                       | Michael Matthews         | BikeExchange-Jayco       | 133 pts                  |                          |
| 7.                       | Christophe Laporte       | Jumbo-Visma              | 121 pts                  |                          |
| 8.                       | Jonas Vingegaard         | Jumbo-Visma              | 115 pts                  |                          |
| 9.                       | Peter Sagan              | TotalEnergies            | 104 pts                  |                          |
| 10.                      | Fred Wright              | Bahrain Victorious       | 83 pts                   |                          |

### Classificação da montanha(Maillot à Pois Rouges)
| Classificação da montanha | Classificação da montanha | Classificação da montanha          | Classificação da montanha | Classificação da montanha |
| Ciclista                  | Ciclista                  | Equipe                             | Pontos                    |                           |
| ------------------------- | ------------------------- | ---------------------------------- | ------------------------- | ------------------------- |
| 1.                        | Simon Geschke             | Cofidis                            | 64 pts                    |                           |
| 2.                        | Jonas Vingegaard          | Jumbo-Visma                        | 52 pts                    |                           |
| 3.                        | Tadej Pogačar             | UAE Team Emirates                  | 46 pts                    |                           |
| 4.                        | Giulio Ciccone            | Trek-Segafredo                     | 41 pts                    |                           |
| 5.                        | Louis Meintjes            | Intermarché-Wanty-Gobert Matériaux | 39 pts                    |                           |
| 6.                        | Neilson Powless           | EF Education-EasyPost              | 37 pts                    |                           |
| 7.                        | Pierre Latour             | TotalEnergies                      | 35 pts                    |                           |
| 8.                        | Thibaut Pinot             | Groupama-FDJ                       | 31 pts                    |                           |
| 9.                        | Thomas Pidcock            | Ineos Grenadiers                   | 28 pts                    |                           |
| 10.                       | Anthony Perez             | Cofidis                            | 26 pts                    |                           |

### Classificação do melhor jovem(Maillot Blanc)
| Classificação dos jovens | Classificação dos jovens | Classificação dos jovens           | Classificação dos jovens | Classificação dos jovens |
| Ciclista                 | Ciclista                 | Equipe                             | Tempo                    |                          |
| ------------------------ | ------------------------ | ---------------------------------- | ------------------------ | ------------------------ |
| 1.                       | Tadej Pogačar            | UAE Team Emirates                  | 67h56m12s                |                          |
| 2.                       | Thomas Pidcock           | Ineos Grenadiers                   | + 30m05s                 |                          |
| 3.                       | Brandon McNulty          | UAE Team Emirates                  | + 58m21s                 |                          |
| 4.                       | Matteo Jorgenson         | Movistar Team                      | + 1h13m10s               |                          |
| 5.                       | Andreas Leknessund       | Team DSM                           | + 1h26m54s               |                          |
| 6.                       | Michael Storer           | Groupama-FDJ                       | + 1h44m12s               |                          |
| 7.                       | Georg Zimmermann         | Intermarché-Wanty-Gobert Matériaux | + 2h04m36s               |                          |
| 8.                       | Kevin Geniets            | Groupama-FDJ                       | + 2h15m27s               |                          |
| 9.                       | Fred Wright              | Bahrain Victorious                 | + 2h28m55s               |                          |
| 10.                      | Quinn Simmons            | Trek-Segafredo                     | + 2h38m07s               |                          |

### Classificação por equipas(Classement par Équipe)
| Classificação por equipes | Classificação por equipes | Classificação por equipes | Classificação por equipes |
| Equipe                    | Equipe                    | Tempo                     |                           |
| ------------------------- | ------------------------- | ------------------------- | ------------------------- |
| 1.                        | Ineos Grenadiers          | 203h51m41s                |                           |
| 2.                        | Groupama-FDJ              | + 31m39s                  |                           |
| 3.                        | Jumbo-Visma               | + 47m41s                  |                           |
| 4.                        | UAE Team Emirates         | + 1h20m55s                |                           |
| 5.                        | Bora-Hansgrohe            | + 1h28m07s                |                           |
| 6.                        | Movistar Team             | + 1h53m00s                |                           |
| 7.                        | Bahrain Victorious        | + 2h16m22s                |                           |
| 8.                        | Team DSM                  | + 2h41m47s                |                           |
| 9.                        | Arkéa-Samsic              | + 2h59m24s                |                           |
| 10.                       | EF Education-EasyPost     | + 3h07m11s                |                           |

## Abandonos
Rafał Majka, com uma lesão muscular, e Tim Wellens, por positivo em COVID-19, não tomaram a saída. Por sua vez, Fabio Felline não completou a etapa.